# 村田ちひろ
村田 ちひろ（むらた ちひろ、1991年12月9日 - ）は、日本の女性剣道家（五段）。1995年から2006年までタレントとして活動。本名・旧芸名・剣道家としては、村田 千宏（むらた ちひろ）。
埼玉県川口市出身。1995年に子役として芸能界デビュー。1998年に剣道を始める。剣道に専念するため2006年に芸能界を引退。

## 略歴
- 1995年 - スペースクラフトジュニアに所属し、芸能界デビュー。
- 1998年 - 剣道を始める[注釈 2]。
- 2000年 - NHK教育『天才てれびくんシリーズ』にてれび戦士として6年間出演。
- 2002年 - 芸名を村田ちひろに改名。[要出典]
- 2006年 - 剣道と学業優先のため芸能界を引退[3][注釈 3]。
- 2007年 - 淑徳与野高等学校入学[1][3]。
- 2010年 - 淑徳与野高等学校卒業[4]。
- 2010年 - 明治大学入学[1]。
- 2014年 - 明治大学卒業[1]。
- 2014年 - パナソニック株式会社入社。剣道部（実業団）に所属[1]。
- 2017年 10月15日 - 「第2回 川口御成姫」のコンテスト最終審査において、第2代川口御成姫に選出される[2]。

## 人物

### 芸能活動
子供の頃から人見知りが激しくて、声を出すのも恥ずかしくて泣いていたような子だったという。写真撮影時のみ、ちゃんと笑っていたようだった。両親が、村田本人が人としっかり関わって生きていくために「まずはこの子が笑っていられるところから」ということで、新聞のタレント募集広告をきっかけに、4歳の時に芸能界入り。
小学3年生から中学2年生まで『天才てれびくん』にてれび戦士として6年間レギュラー出演し、笑顔とハスキーボイスで人気を集めた。
「中学2年生の時、今しかできない事は剣道と学業を優先すること。芸能界での仕事も楽しくやっていて、番組の共演者・スタッフも大好きだったのだが、自分の中で中途半端にしたくなかった」と芸能界を引退した。

### 剣道家
小学1年生の時に消防官で剣道七段の父が指導者として在籍している剣道道場に入り、剣道を始める。母を監督として家族とチームを組んで市民大会に優勝、高校では柴田旗・大野杯争奪剣道大会優勝、玉竜旗大会では先鋒を務め8人抜きの記録達成、平成25年度川口市スポーツ協会優秀選手賞受賞と優秀な成績を残し、明治大学卒業後にパナソニックエコソリューションズに入社し、剣道部（実業団）に所属。
2016年、第58回関東実業団大会女子団体では中堅を務め、パナソニックエコソリューションズとして初の3位入賞を果たした。

### 川口御成姫
会社員として出場した2017年10月15日に埼玉県川口市の川口総合文化センター・リリアメインホールにて開催された「第3回 川口宿 鳩ヶ谷宿 日光御成道まつり」（2018年11月11日開催予定）をPRする「第2回 川口御成姫」のコンテスト最終審査において、応募者316名の中から書類審査や面接を経て、ファイナリスト26名が最終審査に進み第2代川口御成姫に選出された。「第3回 川口宿 鳩ヶ谷宿 日光御成道まつり」に「御成姫」としての出演や、イベントなどで川口市を盛り上げる活動をしている。

## 作品

### 映像作品
- Petit 村田ちひろ（2002年）
- ピュア☆ピュアイメージDVD3 笑顔物語（2005年）

## 出演

### テレビ番組
- 天才てれびくんシリーズ（NHK教育テレビ） - てれび戦士
  - 天才てれびくんワイド（2000年4月3日 - 2003年4月3日）
  - 天才てれびくんMAX（2003年4月7日 - 2006年3月30日）
- 忍たま・おじゃるだ!クイズ日本一（2003年5月3日、NHK BShi）
- ワンワンパッコロ!キャラともワールド（2020年3月1日、NHK BSプレミアム） - 本人役で岩井七世と出演。

### 映画
- 落下する夕方（1999年、松竹）

### CM
- 東京三菱銀行（現・三菱UFJ銀行）、ポスター（1995年）モデル
- アガツマ、ピノチオ アンパンマンのらくがき教室（1996年）
- バンダイ、クレヨン王国（1997年）
- 講談社、たのしい幼稚園（1997年 - 1998年）
- イトーヨーカドー（1997年 - 1998年）スチール
- トヨタ自動車、カローラ店 ナディアは今だの大試乗会（1998年）
- 富士フイルム（1998年、2000年）スチール
- ジャスコ（現・イオン）（1998年、2003年）スチール
- ニュースキン（1998年）
- ミノルタカメラ（現・コニカミノルタ）（1998年）スチール
- ユニー（1999年 - 2000年、2002年）スチール
- ヤマサ、昆布つゆ（1999年）
- 朝日ソーラー、新太陽光温水器 SOLARE21（1999年）
- 東京ディズニーランド（1999年）
  - ワッキーバケーション
  - スターライトマジック
  - クリスマス・ファンタジー
- 日本製粉（1999年）
- 志乃家（1999年）スチール
- 髙島屋（1999年）スチール
- 朝日ソーラー、家庭用生ゴミ処理機 ちいさな地球くん（2000年）
- 旭化成、ヘーベルハウスNEXUS（2000年）
- マクドナルド、ハッピーセット トイ・ストーリー2（2000年）
- マクドナルド「はじめての縄跳び」編（2000年）
- 大正製薬（2000年）スチール
- パシオス田原屋（2000年 - 2001年）スチール
- ファッションセンターしまむら（2001年 - 2002年）スチール
- NTTドコモ（2001年）スチール
- エバラ食品、浅漬けの素（2002年）
- サンバード長崎屋（2002年）スチール
- 昭和女子大学（2003年）スチール

## 書籍

### 写真集
- 羽根（2003年、辰巳出版）

### 雑誌連載
- purepure（2000年 - 2006年、辰巳出版）
- Girls! vol.8 - 10（双葉社）
- 小学四年生（2002年6月号 - 7月号、小学館）モデル

### 関連書籍
- セーター大好きアンパンマンとなかまたち（1996年、日本ヴォーグ社）
- Prolog Vol.18（2001年）